# Lijst van kloosters op Cyprus
Hier volgt een alfabetische lijst met kloosters op het eiland Cyprus.
Het gaat hier om het gehele eiland, dus zowel het Grieks-Cypriotische als het Turks-Cypriotische deel.

## A
Agia Napaklooster
Agia Vavaraklooster -
Agioi Anargyroiklooster -
Agios Johannis Chrysostomosklooster -
Agios Neofytosklooster -
Apostolos Andreasklooster -
Apostolos Varnavosklooster -
Archangelos Michailklooster

## P
Panagia Chrysorrogiatissaklooster -
Panagia Eleousaklooster -
Panagia Sfalaniotissaklooster -
Panagio tou Kykko klooster (Kykkosklooster) -
Panagidia Galaktotrofousaklooster -
Phanaghia Kanakarieklooster

## S
Saint Nicola'sklooster -
Stavrovouniklooster

## T
Timios Stavrosklooster (Heilige kruisklooster te Omodos) -
Troditissaklooster